# Simpsonovi (1. řada)
První řada amerického animovaného seriálu Simpsonovi je úvodní řada tohoto seriálu, které předcházely 3 řady přibližně tříminutových skečů pravidelně vysílaných v The Tracey Ullman Show v letech 1987–1989. Řada byla vysílána na americké televizní stanici Fox od 17. prosince 1989 do 13. května 1990. V Česku pak tato řada měla premiéru, a vlastně i celý seriál, více než o tři roky později, a to 8. ledna 1993 na ČT1. Tato pilotní řada se svým celkovým počtem pouhých 13 dílů je nejkratší řadou celého seriálu.

## Zajímavosti
- V 1. dílu má Barney Gumble žluté vlasy, až později jsou změněny na hnědé.
- Scéna s tabulí a gaučové ukončení úvodu odstartovalo až s 2. dílem.
- Waylon Smithers je ve 3. dílu ztvárněn jako Afroameričan, což vzniklo kvůli chybě v komunikaci s jihokorejskými animátory.
- Policista Lou ve 4. dílu naopak Afroameričanem není.
- Itchy & Scratchy se poprvé regulérně objevili ve 4. dílu.
- Ve všech dílech této řady má hostinský Vočko černou barvu vlasů. V dalších řadách už má barvu vlasů šedou.
- Levák Bob se poprvé objevil v 8. dílu, jeho účes ale tvořilo velké červené afro.
- V 8. dílu měl Waylon Smithers změněnou barvu vlasů na šedivou a Barney Gumble na hnědou.
- V 8. dílu Bart Simpson poprvé jezdí na skateboardu.
- 8. díl patří mezi šest dílů, kdy se název dílu objevuje na obrazovce (čarodějnické speciály se nezapočítávají).
- Jako 1. díl měl být původně nasazen díl 13. s názvem Hezkej večer, ale vzhledem k děsivé animaci, která se ukázala během prvního promítání, se rozhodlo, že bude pozměněn a vysílán až jako poslední. Úkolem dílu bylo seznámit diváky s postavami.
- Řada získala čtyři nominace a jedno ocenění při udělování Cen Emmy.

## Seznam dílů
| Č. v seriálu | Č. v řadě | Původní název                     | Český název                                                         | Režie                              | Scénář                                                 | Premiéra v USA    | Premiéra v ČR   | Produkční kód |
| ------------ | --------- | --------------------------------- | ------------------------------------------------------------------- | ---------------------------------- | ------------------------------------------------------ | ----------------- | --------------- | ------------- |
| 1            | 1         | Simpsons Roasting on an Open Fire | Vánoce u Simpsonových                                               | David Silverman                    | Mimi Pondová                                           | 17. prosince 1989 | 26. února 1993  | 7G08          |
| 2            | 2         | Bart the Genius                   | Malý génius                                                         | David Silverman                    | Jon Vitti                                              | 14. ledna 1990    | 15. ledna 1993  | 7G02          |
| 3            | 3         | Homer's Odyssey                   | Homerova odysea                                                     | Wes Archer                         | Jay Kogen a Wallace Wolodarsky                         | 21. ledna 1990    | 22. ledna 1993  | 7G03          |
| 4            | 4         | There's No Disgrace Like Home     | Taková nenormální rodinka                                           | Gregg Vanzo a Kent Butterworth     | Al Jean a Mike Reiss                                   | 28. ledna 1990    | 29. ledna 1993  | 7G04          |
| 5            | 5         | Bart the General                  | Bart generálem aneb Kdopak by se Nelsona bál                        | David Silverman                    | John Swartzwelder                                      | 4. února 1990     | 5. února 1993   | 7G05          |
| 6            | 6         | Moaning Lisa                      | Smutná Líza (ČT, Prima) Smutná Lisa (Disney+)                       | Wes Archer                         | Al Jean a Mike Reiss                                   | 11. února 1990    | 12. února 1993  | 7G06          |
| 7            | 7         | The Call of the Simpsons          | Volání přírody                                                      | Wes Archer                         | John Swartzwelder                                      | 18. února 1990    | 5. března 1993  | 7G09          |
| 8            | 8         | The Telltale Head                 | Mluvící hlava                                                       | Rich Moore                         | Al Jean, Mike Reiss, Sam Simon a Matt Groening         | 25. února 1990    | 19. února 1993  | 7G07          |
| 9            | 9         | Life on the Fast Lane             | Ve víru vášně                                                       | David Silverman                    | John Swartzwelder                                      | 18. března 1990   | 19. března 1993 | 7G11          |
| 10           | 10        | Homer's Night Out                 | Světák Homer                                                        | Rich Moore                         | Jon Vitti                                              | 25. března 1990   | 12. března 1993 | 7G10          |
| 11           | 11        | The Crepes of Wrath               | Kyselé hrozny sladké Francie                                        | Wes Archer a Milton Gray           | George Meyer, Sam Simon, John Swartzwelder a Jon Vitti | 15. dubna 1990    | 2. dubna 1993   | 7G13          |
| 12           | 12        | Krusty Gets Busted                | Je vinen Šáša? (ČT) Je Šáša vinen? (Prima) Je šáša vinen? (Disney+) | Brad Bird                          | Jay Kogen a Wallace Wolodarsky                         | 29. dubna 1990    | 26. března 1993 | 7G12          |
| 13           | 13        | Some Enchanted Evening            | Hezkej večer                                                        | David Silverman a Kent Butterworth | Matt Groening a Sam Simon                              | 13. května 1990   | 8. ledna 1993   | 7G01          |